# 扬-奥韦·瓦尔德内尔
扬-奥韦·瓦尔德内尔（瑞典語：Jan-Ove Waldner，1965年10月3日—），瑞典乒乓球运动员，世界首位乒乓球大滿貫得主，亦是至今逾三十年唯一一位達到此成就的歐洲人，比中國首位大滿貫得主劉國梁早四年達至此成就。其打法變化多端，並不拘泥于任何一種打法，打破人们对乒乓球攻防的认知，被奉為「桌球皇帝」和「乒乓球界的莫扎特」。
瓦尔德内尔和白俄罗斯的弗拉基米尔·萨姆索诺夫、克罗地亚的佐兰·普里莫拉茨都是20世纪末至21世纪初的赛场上，来自欧洲的乒乓球顶尖选手，他们被乒乓球迷并称为“欧洲三虎”。

## 生平
瓦尔德内尔15岁的时候就在欧洲锦标赛取得了很好的成绩。他和其他年轻人在1980年代初到中国参加了一个乒乓球训练营，见识了众多中国乒乓球好手的绝技。
1990年代初期，以瓦尔德内尔、佩尔森、阿佩伊伦、卡尔松等人为核心的瑞典乒乓球男队成为了乒坛的霸主，连夺三届世乒赛团体冠军（1989年、1991年、1993年），缔造了“瑞典王朝”。
1992年，瓦尔德内尔于巴塞罗那奥运会乒乓球男子单打决赛中，击败法国选手盖亭，成为首位世乒赛、世界杯和奥运会男單“大满贯”得主。
1995年，瓦尔德内尔在天津世乒赛团体决赛中连胜王涛、马文革两人，但瑞典队最终以2：3负于中国队。此战过后，瑞典队的辉煌时期结束，战绩每况愈下。瓦尔德内尔更在一年后的亚特兰大奥运会中，被加拿大选手黄文冠爆冷击败。正当所有人都认为，他将会淡出人们视线的时候，他却在一年后的曼彻斯特世乒赛中时隔八年再获男单冠军，同时创造了单打7轮比赛未失一局的记录。其后又在2000年的吉隆坡世乒赛中发挥神勇，击败了势头正盛的刘国梁，帮助瑞典队再次夺得团体冠军。同年的悉尼奥运会，瓦尔德内尔在单打半决赛上再次击败刘国梁杀入决赛，但最终2:3负于另一位中国选手孔令辉，遗憾地与第二次奥运单打冠军擦肩而过。
2004年雅典奥运会，瓦尔德内尔先在双打比赛中，与佩尔森爆冷击败中国组合王皓/孔令辉，其后又在单打比赛中杀入半决赛，负于当届冠军柳承敏而止步，铜牌争夺战中则负于王励勤，获得第四名。
2006年不莱梅世乒赛后，41岁的瓦尔德内尔宣布退出瑞典国家队，从此淡出乒坛。

## 技术特点
他为横拍两面弧圈打法的发展做出极大贡献，他首先开始使用并得到推广的技术有：直拍板型发球，反手侧切，正手下切，站球台中间发球等等。是打技術落點流、以智取勝的選手。

## 评价
在中国，他是最受欢迎的瑞典人和最受欢迎的运动员之一，被称为常青树，人们经常来看他打球。他的球员生涯延续了30余年，至41歲才退休，較多數選手更長。從一九八零年代到二千年代，他也曾先後擊敗當時期一線的中国和世界桌球选手。直到职业生涯的后期，他仍然可以与小他10余岁的新生代选手抗衡。

## 轶事
- 2004年，瓦尔德内尔曾在北京三里屯南街经营酒吧，名为“维京锐点餐吧”（后已转让）；除瓦尔德内尔外，合伙人还包括瑞典冰球运动员米凯尔·尼兰德[1][2]。
- 瓦尔德内尔是瑞典足球俱乐部哈马比的支持者。

## 成績

### 世界锦标赛成绩
- 1983年 团体赛银牌
- 1985年 团体赛银牌
- 1987年 单打银牌，团体赛银牌
- 1989年 单打金牌，团体赛金牌
- 1991年 单打银牌，团体赛金牌
- 1993年 单打铜牌，团体赛金牌
- 1995年 团体赛银牌
- 1997年 单打金牌，双打银牌
- 1999年 单打铜牌
- 2000年 团体赛金牌

### 欧洲锦标赛成绩
- 1982年 单打银牌
- 1986年 双打金牌，团体赛金牌
- 1988年 单打铜牌，双打金牌，团体赛金牌
- 1990年 团体赛金牌
- 1992年 团体赛金牌
- 1994年 单打银牌，团体赛银牌
- 1996年 单打金牌，双打金牌，团体赛金牌
- 2000年 团体赛金牌

### 奥运会成绩
- 1988年 单打前8
- 1992年 单打金牌
- 1996年 单打前16
- 2000年 单打银牌
- 2004年 单打第四